# Cand.philol.
Cand.philol. (candidatus philologiae) er en humanistisk kandidat med skoleembedseksamen i filologi (sprogvidenskab), dvs. de klassiske sprog.
Betegnelsen blev afskaffet i 1883.